# WWF No Mercy
WWF No Mercy è un videogioco di wrestling del 2000, sviluppato da Asmik Ace Entertainment e pubblicato da THQ per Nintendo 64 su licenza World Wrestling Federation. Il gioco prende il nome dallo storico pay-per-view della WWF, No Mercy.

## Caratteristiche
Alcune caratteristiche incluse in WrestleMania 2000 sono state rimosse in No Mercy. In primo luogo, gli ingressi dei lottatori sono stati eliminati per non occupare troppa memoria. Anche le opzioni delle cinture sono state modificate infatti piuttosto che creare una cintura da zero, i giocatori avranno la possibilità di intraprendere una storia per vincere un titolo. Anche se questo ha aggiunto una sfida supplementare per il gioco, i giocatori si sono sentiti derubati di un'opzione esclusiva e ben voluta da WrestleMania 2000 (Il Create-A-Belt opzione sarebbe tornato in WWE WrestleMania X8). Tuttavia, le cinture ufficiali WWF, che hanno sostituito le cinture create dagli utenti, possono ancora essere giocate nelle modalità Esibizione e Pay-Per-View e potranno essere utilizzate anche come oggetto nei Ladder Match.

## Modalità di gioco
La modalità storia è più estesa, rispetto alla modalità carriera di WrestleMania 2000. Ogni titolo WWF presenta una storia unica. Per il Campionato del WWF, i giocatori possono scegliere qualsiasi wrestler da ricollegare alla faida tra Mankind e Triple H (che ha dominato la WWF nella prima metà del 2000). Altri lottatori comprendono faide come quella tra Steve Austin e The Rock nella temporanea alleanza con Vince McMahon. Dopo aver vinto un titolo, il giocatore può ripetere la modalità storia e difendere i titoli neo-acquistati in una varietà di storie nuove. Inoltre, a differenza dei giochi di wrestling futuri, i giocatori possono combattere e difendere ogni titolo anche nella modalità Esibizione.
La profondità della modalità storia è dovuta in parte alla ramificazione delle storie che si sviluppano in base ai risultati ottenuti dalle partite del giocatore. In WrestleMania 2000, se il giocatore perdeva un match in modalità carriera, l'unico modo consentito al giocatore era quello di ripetere la partita, piuttosto che regolare la trama di conseguenza. La modalità storia di No Mercy offre delle storie ramificate in base ai risultati delle partite. Il giocatore deve giocare con ogni storia più volte e perdere alcune partite al fine di ottenere un rating di completamento al 100%.
Un'altra caratteristica notevole che è stata aggiunta al gioco è il SmackDown! Mall. Con i soldi guadagnati vincendo le partite in modalità Storia e la modalità Survival, i giocatori possono acquistare personaggi sbloccabili, abbigliamento, mosse di wrestling, oggetti di scena, tatuaggi, armi, e luoghi.

## Roster
Di seguito la tabella che riporta il roster:
| Uomini | Donne | Leggende |
| --- | --- | --- |
| - Albert - Al Snow - Big Boss Man - Big Show - Bradshaw - British Bulldog - Bubba Ray Dudley - Bull Buchanan - Cactus Jack - Chris Benoit - Chris Jericho - Christian - Crash Holly - D'Lo Brown - Dean Malenko - Dude Love - D-Von Dudley - Eddie Guerrero - Edge - Essa Ríos - Faarooq - Funaki - Gangrel - The Godfather - Gran Master Sexay - Hardcore Holly - Jeff Hardy - Joey Abs - Kane - Ken Shamrock - Kurt Angle - Mark Henry - Matt Hardy - Michael Cole - Mick Foley - Mideon - Mosh - Mr. Ass - Perry Saturn - Pete Gas - Rikishi - Road Dogg - The Rock - Rodney Mack - Scotty 2 Hotty - Shane McMahon - Shawn Michaels - Steve Austin - Steve Blackman - Steven Richards - Taka Michinoku - Tazz - Test - Thrasher - Triple H - The Undertaker - Val Venis - Viscera - X-Pac | - Bobcat - Chyna - Debra - Ivory - Jacqueline - The Kat - Lita - Terri - Tori - Trish Stratus - Victoria | - André the Giant - Earl Hebner - The Fabulous Moolah - Gerald Brisco - Howard Finkel - Jerry Lawler - Jim Ross - Linda McMahon - Mae Young - Pat Patterson - Paul Bearer - Vince McMahon |